# Solter liber
Solter liber is een insect uit de familie van de mierenleeuwen (Myrmeleontidae), die tot de orde netvleugeligen (Neuroptera) behoort. 
Solter liber is voor het eerst wetenschappelijk beschreven door Navás in 1912.